# Cinglera de Castellfollit

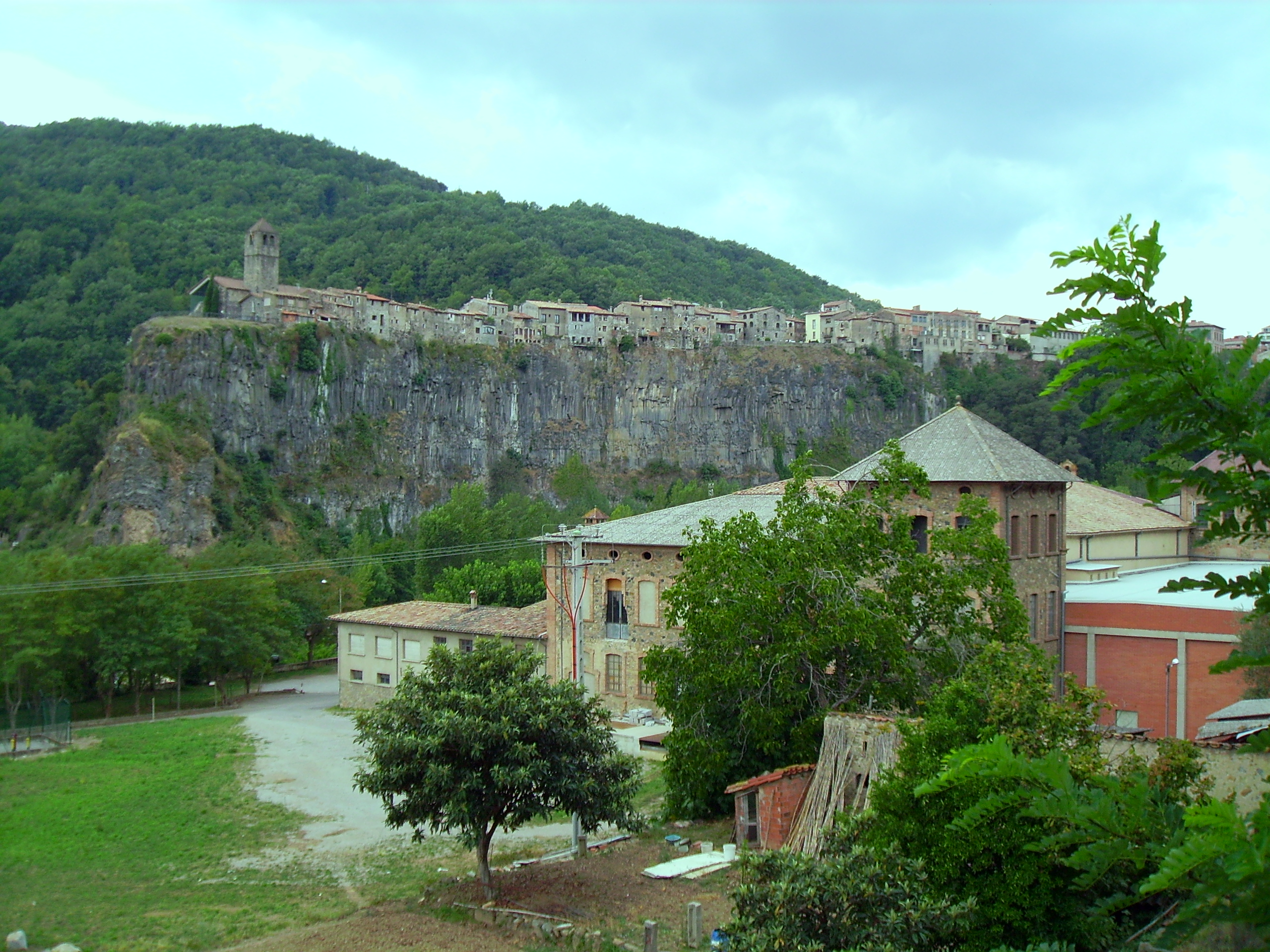
La cinglera de Castellfollit

La cinglera basàltica de Castellfollit de la Roca és un cingle o espadat de pedra de basalt al poble del mateix nom a la Garrotxa.

## Particularitats
Té uns 300 m de llarg i fins a 54 m en el seu punt més alt. Arran del precipici s'hi assenta una filera d'habitatges. Alguns dels seus patis posteriors i algunes parts dels edificis s'han desprès a causa de l'erosió natural que ocasiona el riu Fluvià a la base de la cinglera, erosió que al seu torn impedeix l'acumulació de blocs caiguts.
Ha estat originada per la superposició de dues colades de lava. La primera, de 350.000 anys, prové de la zona de Batet, des d'on es va escolar per la vall del Fluvià fins a Sant Jaume de Llierca. La segona, que no ha estat datada, procedeix de la vall de Begudà, des d'on es va escolar per la vall del Toronell i va recobrir la colada més antiga.
Els habitatges tenen una meravellosa vista sobre el llit del Fluvià i tot el frondós entorn del riu.